# Jan van Hoogenhouck Tulleken
Jan van Hoogenhouck Tulleken (Amsterdam, 25 januari 1762 - 's-Gravenhage, 29 juli 1851) was een Nederlandse schout-bij-nacht.

## Familie
Van Hoogenhouck Tulleken was lid van het adellijke geslacht Tulleken en een zoon van de jurist Ambrosius Tulleken (1728-1784), schepen en raad in de vroedschap van Middelburg, en Susanna Margaretha van Hoogenhouck (1727-1791). In 1822 verkreeg hij de naamswijziging Tulleken in Van Hoogenhouck Tulleken. In 1842 werd hij verheven in de Nederlandse adel en verkreeg met zijn nakomelingen het predicaat jonkheer.
Van Hoogenhouck Tulleken trouwde tweemaal: in 1788 met Marthe Brander (1769-1817), en in 1829 met jkvr. Wilhelmina Adriana Melvill van Carnbee (1778-1851), dochter van viceadmiraal Pieter baron Melvill van Carnbee (1743-1826), en weduwe van majoor François Chrétien Barbin de Telliers (1778-1828), ridder Militaire Willems-Orde.
Uit het eerste huwelijk werden acht kinderen geboren; zij zijn de stamouders van alle nu nog levende, overigens allen in het buitenland gevestigde adellijke leden van het geslacht Tulleken (de Nederlandse tak is in mannelijke lijn uitgestorven).
Een van hun kinderen was jhr. Constantijn George van Hoogenhouck Tulleken (1802-1859), officier en laatstelijk kapitein-luitenant-ter-zee, Ridder Militaire Willems-Orde.

## Loopbaan
Tulleken was een der opvarenden van het eskader van viceadmiraal Johan Zoutman in de Slag bij de Doggersbank.
In 1795 was Jan van Hoogenhouck Tulleken kapitein van het in het Nieuwediep liggende, en vastgevroren, fregat Venus. Hij moest werkloos toezien hoe de Franse cavalerie over het ijs Holland binnentrok.
Na de Franse tijd kreeg schout-bij-nacht Tulleken opdracht om met een smaldeel van vijf fregatten en een korvet in de Middellandse Zee de Nederlandse handelsbelangen te waarborgen, met name tegen zeeroverij vanuit Algiers. Vlaggenschip was het fregat Melampus. Dit smaldeel nam ook deel aan het Bombardement op Algiers op 27 augustus 1816 in een vlootverband met de Britse marine. Tulleken had net daarvoor zijn commando overgedragen aan Theodorus Frederik van Capellen en keerde terug naar Nederland. 
In het Koninkrijk der Nederlanden werd Hoogenhouck Tulleken als lid van den Hoogen Krijgsraad en viceadmiraal gepensioneerd. Als een van de vier laatste veteranen van dit gevecht werd hij op 5 augustus 1843 benoemd tot Ridder der Derde Klasse in de Militaire Willems-Orde.
De benoeming in die laatste orde heeft veel voeten in de aarde gehad. Tulleken was in 1842 tot Ridder in de Orde van de Nederlandse Leeuw benoemd. De nu tachtigjarige admiraal dankte de koning maar maakte hem er ook op attent dat hij zevenenveertig jaar geleden eerste luitenant ter zee was geweest op de Batavier. Toen de kapiteins Bentinck en Bosch waren gesneuveld respectievelijk zwaar verwond nam Jan van Hoogenhouck Tulleken het commando op zich. Ik ben, zo schreef de oude heer, "de enig overlevende officier van de Slag van Doggersbank". Admiraal J.C. Rijk liet de koning weten dat de oude man een idee-fixe had, alleen een Willemsorde zou zijn levenseinde, in zijn eigen woorden, kunnen "verhoogen".
De benoeming in de Militaire Willems-Orde zou twee euvels goed moeten maken. Tulleken was zo Oranjegezind dat hij in 1795 zijn ontslag had genomen. Zo had hij niet zoals zijn minder principiële collegae het Legioen van Eer of een onderscheiding in de Orde van de Unie of de Reünie kunnen verwerven. Hij had in 1814 weer dienst genomen maar was in 1816 na het mislukken van een door hem als viceadmiraal geleide aanval op de Algerijnse zeerovers voor een krijgsraad, de Hoge Militaire Vierschaar gedaagd. Hij kwam er met een lichte straf vanaf maar zijn reputatie was gebroken. Tulleken kreeg geen promoties en geen commando's meer.
Admiraal Rijk noemde Tulleken een "ruwe zeeman van de oude tijd" die onophoudelijk om opname in de Willemsorde vroeg. Hij herinnerde de koning eraan dat ook de Franse admiraal Ver Huell een veteraan van de Doggersbank was.
De directeur van het kabinet des Konings liet per kerende post weten dat het idee de overlevende veteranen van de Slag van Doggersbank de koning "toelachtte". Op 5 augustus 1843 werden de drie veteranen, Jan van Hoogenhouck Tulleken, François Willem Fagel en Carel Hendrik Ver Huell tot Officier in de Militaire Willems-Orde benoemd. Op eigen aandringen viel deze eer ook de ten tijde van de slag twaalf jaar oude adelborst-volontair jhr. Salomon Dedel, inmiddels gezant in Londen, te deel.